# بیماری سرجنباندن

بیماری سرجنباندن

بیماری سرجنباندن یا نشانگان سرجنباندن (به انگلیسی: nodding syndrome) یک بیماری تازه و ناشناخته است که از دهه ۱۹۶۰ به این‌سو در سودان پدیدار شد و امروزه تنها در جنوب سودان، تانزانیا، و شمال اوگاندا دیده می‌شود. این بیماری کشنده است و فرد بیمار را از نظر ذهنی و جسمی معلول می‌کند و تنها کودکان بین ۵ تا ۱۵ سال را مبتلا می‌کند.

## نشانگان
از هنگام دچار شدن کودک به این بیماری، رشد جسمی و ذهنی آن‌ها متوقف می‌شود. این کودکان سر خود را مرتباً تکان می‌دهند و تشنج می‌گیرند، صحبت نمی‌کنند و در حالت حواس‌پرتی کامل به‌سر می‌برند. حالت صرع و کف کردن از دهان نیز زیاد پیش می‌آید. دچارشدگان به این بیماری بیش از ۳۰ سال عمر نمی‌کنند.

## علل و درمان
هم‌اینک هنوز علت این بیماری مشخص نیست و دارو و درمانی هم برای آن وجود ندارد. گمان‌هایی وجود دارد که بیماری سرجنباندن ممکن است با خوراک آلوده به نوعی کپک، یا انگلی که بر اثر سوءتغذیه باعث کوری رودخانه Onchocerciasis می‌شود ارتباط داشته باشد. این ارتباط هنوز اثبات نشده است.
اسکن مغزی نشان می‌دهد که مغز این بیماران در قسمت اسبک مغز و یاخته گلیال آسیب دیده‌است.